# روبن اریزا
روبن اریزا (انگلیسی: Rubén Uriza; ۲۷ مهٔ ۱۹۱۹ – ۳۰ اوت ۱۹۹۲) سوارکار اهل مکزیک بود.
از افتخارات وی می‌توان به کسب مدال طلا پرش تیمی و مدال نقره پرش انفرادی در بازی‌های المپیک تابستانی ۱۹۴۸ اشاره کرد.